# Балка Вовча (притока Олешні)
Балка Вовча — балка (річка) в Україні у Охтирському районі Сумської області. Права притока річки Олешні (басейн Дніпра).

## Опис
Довжина балки приблизно 6,88 км, найкоротша відстань між витоком і гирлом — 6,07 км, коефіцієнт звивистості річки — 1,13. Формується декількома струмками та загатами. На деяких ділянках балка пересихає.

## Розташування
Бере початок у селі Новопостроєне. Тече переважно на північний схід дубовим лісом через села Горяйстівку, Лисе й біля села Нове впадає в річку Олешню, праву притоку річки Ворскли.

## Цікаві факти
- У XX столітті на балці існували газгольдер та декілька газових свердловин[2], а у XIX столітті — багато водяних млинів[1].